# 施瓦茲峰
74°10′S 76°15′W / 74.167°S 76.250°W
施瓦茲峰（英語：Schwartz Peak），是南極洲的山峰，位於帕爾默地，處於菲茨傑拉德海崖東南面28公里，在1935年11月23日由美國探險隊發現和拍攝照片，現時由南極條約體系管理。